# فوهة ثيوفيلس

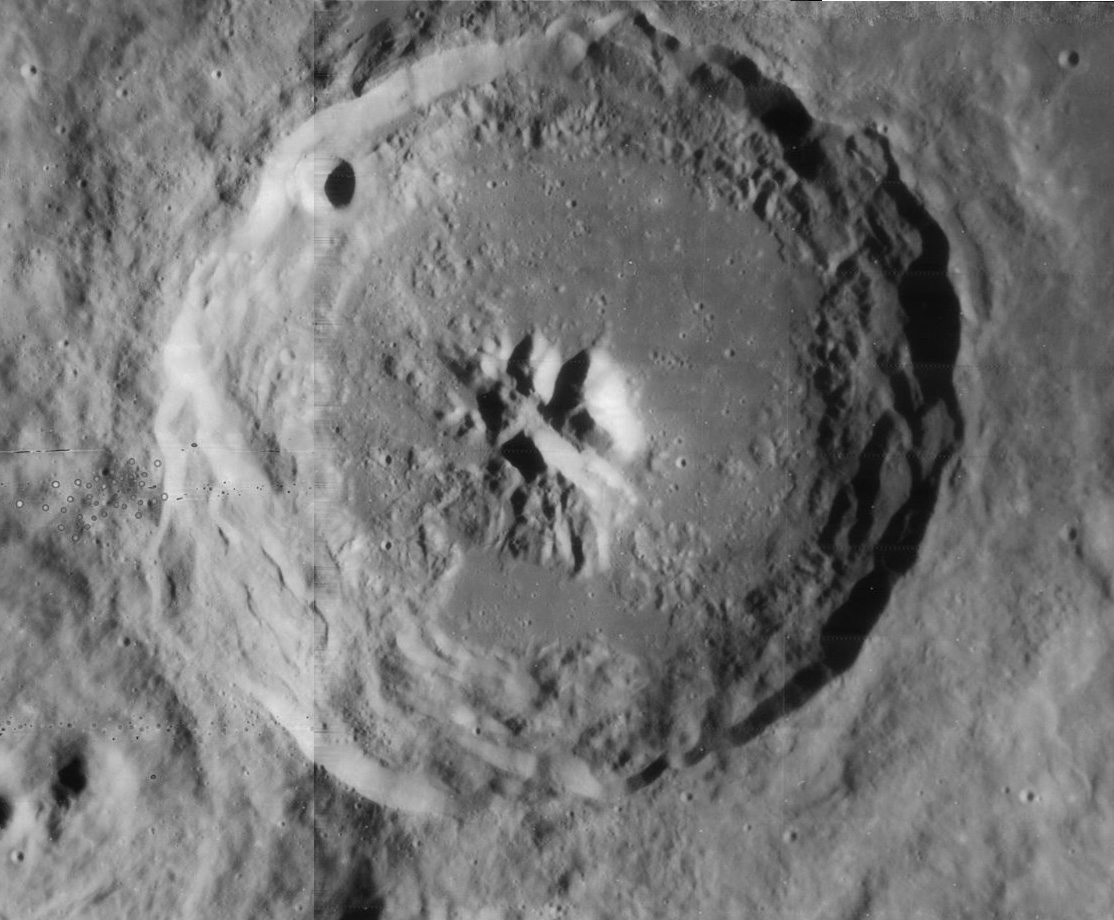
فوهة ثيوفيلس

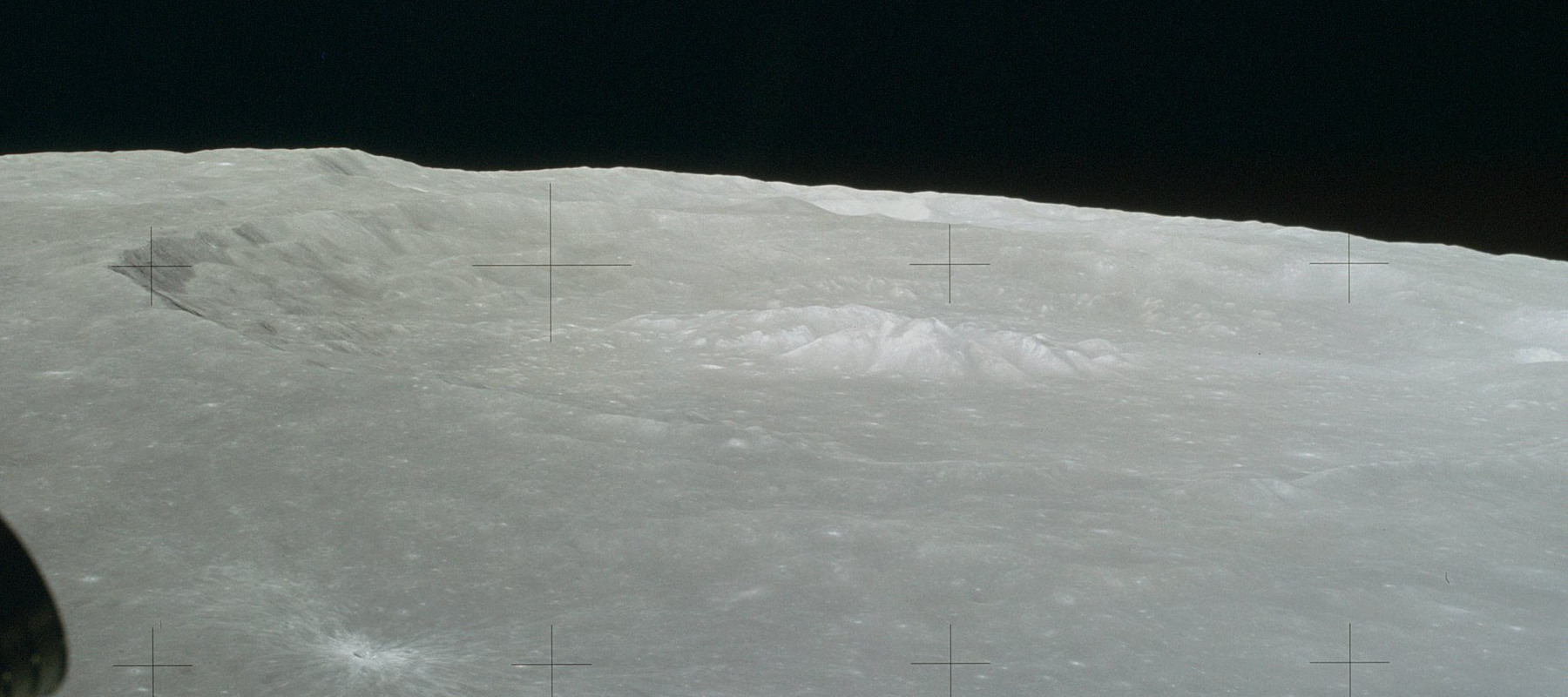
صورة لفوهة ثيوفيلس من بعثة أبولو 16

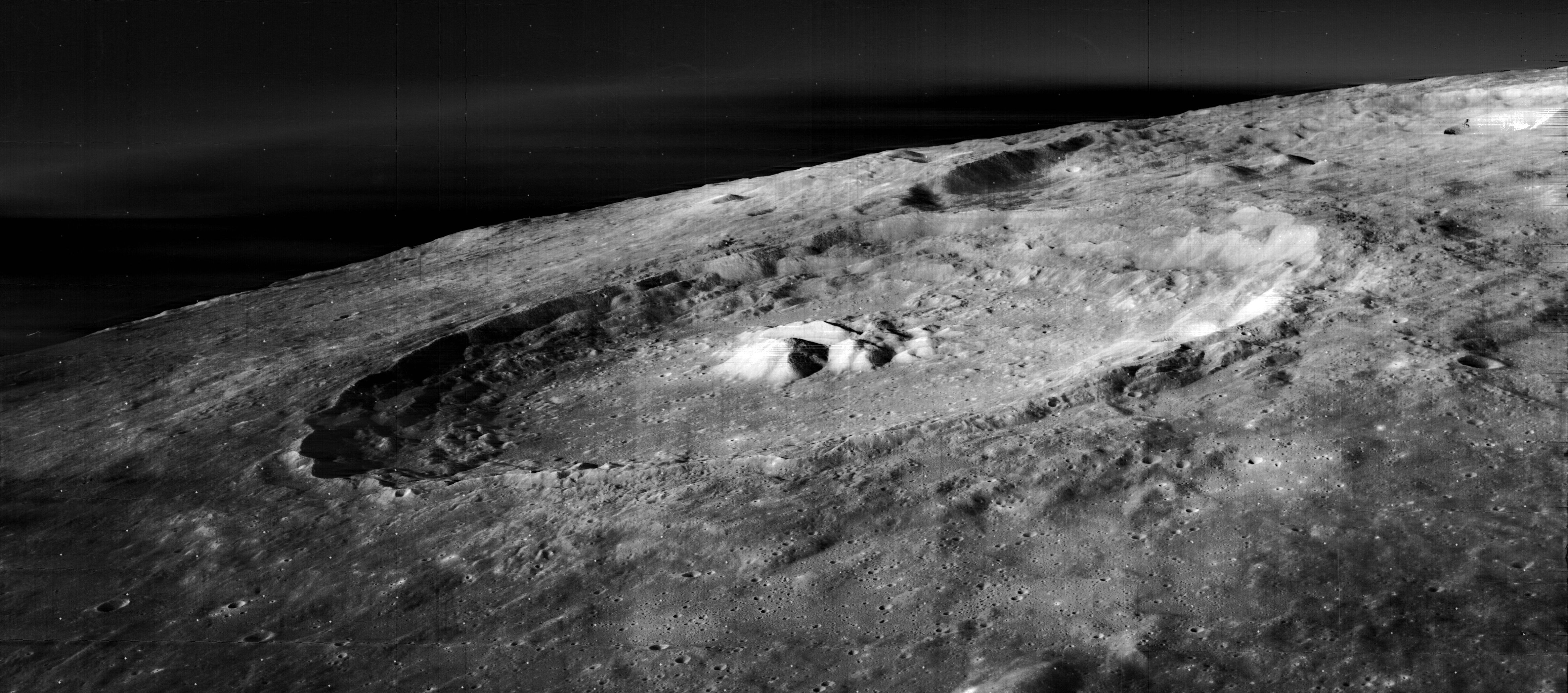
فوهة ثيوفيلس

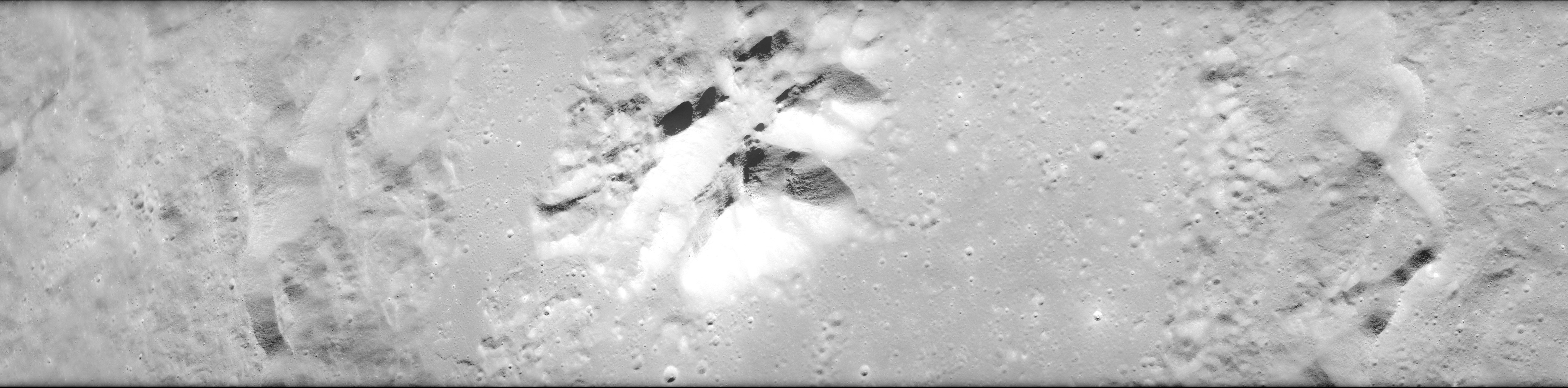
صورة لمركز الفوهة من بعثة أبولو 16

فوهة ثيوفيلس (11.4°S 26.4°E) هي فوهة صدمية بارزة على سطح القمر تقع بين فوهتي سينوس أسبيريتاتيس في الشمال وماري نيكتاريس في الجنوب. يحدها من الجنوب الغربي فوهة كيرلس، وفوهة مادلير من الجنوب الشرقي. سميت تكريما لبابا الكنيسة القبطية الأرثوذكسية بالأسكندرية من القرن الرابع البابا ثيوفيلس.

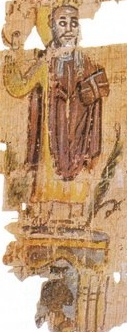
البابا ثيوفيلس.

## الوصف
تشكل كلا من فوهة ثيوفيلس، كيرلس وكاثرينا مجموعة بارزة من الفوهات المرئية في اليوم الخامس من بداية القمر الجديد. يبلغ عمق الفوهة 4200 متر تقريبا، وقطرها 100 كيلومتر، وعلى زاوية 333° من شروق الشمس. يرجع علماء الفلك والجيولوجيا إلى العصر الإراتوسثيني الذي استمر من 3.2 إلى 1.1 مليار عام مضى. يوجد في منتصف الفوهة جبل يبلغ ارتفاعه 1,400 متر لدية أربع قمم.
أرضية الفوهة مستوية نسبيا، ولديها ثلاث فوهات مركزية يصل ارتفاعها إلى حوالي 2 كيلومتر من سطح الأرضية. تسمى الفوهة الغربية بسي (ψ)، بينما تدعى الشرقية بفاي (φ) أما الفوهة الشمالية فتسمى ألفا (α).
قامت بعثة أبولو 16 بجميع العديد من العينات من الفوهة لدراستها.

## فوهات القمر الصناعي
لرسم خريطة مماثلة لفوهات القمر يتم وضح حروف على كل جانب من جوانب الفوهة ومركزها لكل حرف منهم دلاله معينة.
| ثيوفيلس | خط طول  | خط عرض  | القطر      |
| ------- | ------- | ------- | ---------- |
| B       | 10.5° S | 25.2° E | 8 كيلومتر  |
| E       | 6.8° S  | 24.0° E | 21 كيلومتر |
| F       | 8.0° S  | 26.0° E | 13 كيلومتر |
| G       | 7.2° S  | 25.7° E | 19 كيلومتر |
| K       | 12.5° S | 26.3° E | 6 كيلومتر  |
| W       | 7.8° S  | 28.6° E | 4 كيلومتر  |

## وصلات خارجية
- فوهة ثيوفيلس وكيرلس وكاثرينا
- فوهتي ثيوفيلس وكيرلس
- Central Peak Bedrock, from مستكشف القمر المداري